# اورلیا (آیووا)
اورلیا (به انگلیسی: Aurelia) شهری در ایالت آیووا کشور ایالات متحده آمریکا است که جمعیت آن در سرشماری سال ۲۰۱۰ میلادی، ۱٬۰۳۶ نفر بوده‌است.